# Liste der Dekanate der Diözese Gurk
Die Diözese Gurk ist in folgende 23 Dekanate und 336 Pfarren unterteilt:
- Dekanat Bleiburg/Pliberk
  - Bleiburg/Pliberk, Edling/Kazaze, Neuhaus/Suha, Rinkenberg/Vogrče, Schwabegg/Žvabek, St. Michael ob Bleiburg/Šmihel nad Pliberkom
- Dekanat Eberndorf/Dobrla vas
  - Abtei/Apače, Eberndorf/Dobrla vas, Ebriach/Obirsko, Eisenkappel/Železna kapla, Gallizien/Galicija, Globasnitz/Globasnica, Kühnsdorf/Sinča vas, Möchling/Mohliče, Rechberg/Rebrca, Sittersdorf/Žitara vas, St. Kanzian/Škocjan, St. Philippen ob Sonnegg/Št. Lipš, St. Stefan unter Feuersberg/Šteben, St. Veit im Jauntal/Št. Vid v Podjuni, Stein im Jauntal/Kamen v podjuni
- Dekanat Feldkirchen
  - Außerteuchen, Feldkirchen, Friedlach, Glanhofen, Gnesau, Himmelberg, Klein St. Veit, Ossiach, Radweg, Sirnitz, St. Gangolf, St. Josef am Ossiacher See, St. Lorenzen in der Reichenau, St. Margarethen in der Reichenau, St. Martin in der Ebene Reichenau, St. Nikolai bei Feldkirchen, St. Ulrich bei Feldkirchen, St. Urban bei Feldkirchen, Steuerberg, Tiffen, Wachsenberg, Zedlitzdorf
- Dekanat Ferlach/Borovlje
  - Ferlach, Glainach/Glinje, Göltschach/Golšovo, Kappel an der Drau/Kapla ob Dravi, Köttmannsdorf/Kotmara vas, Loibltal/Brodi, Ludmannsdorf/Bilčovs, Maria Rain/Žihpolje, St. Johann im Rosental/Št. Janž v Rožu, St. Margareten im Rosental, Suetschach/Sveče, Unterloibl/Podljubelj, Waidisch/Bajtiše, Windisch Bleiberg/Slovenji Plajberk, Zell ob Ferlach/Sele fara
- Dekanat Friesach
  - Dobritsch, Feistritz ob Grades, Friesach, Gaisberg, Grades, Grafendorf bei Friesach, Hohenfeld, Ingolsthal, Kärntnerisch-Laßnitz, Metnitz, Micheldorf, Oberhof, St. Salvator, St. Stefan bei Dürnstein, Zeltschach, Zienitzen
- Dekanat Gmünd-Millstatt
  - Allersberg, Bad Kleinkirchheim, Döbriach, Gmünd, Kaning, Kremsalpe, Kremsbrücke, Leoben in Kärnten, Lieseregg, Malta, Millstatt, Nöring, Obermillstatt, Radenthein, Seeboden, St. Oswald ob Bad Kleinkirchheim, St. Peter im Katschtal, St. Peter ob Radenthein, Treffling
- Dekanat Greifenburg
  - Berg, Dellach im Drautal, Greifenburg, Irschen, Lind im Drautal, Oberdrauburg, Ötting, Sachsenburg, Steinfeld-Radlach, Pfarrkirche Waisach, Zwickenberg
- Dekanat Gurk
  - Altenmarkt, Deutsch-Griffen, Glödnitz, Gunzenberg, Gurk, Kraßnitz, Lieding, Pisweg, St. Georgen unter Straßburg, St. Jakob ob Gurk, Straßburg, Weitensfeld, Zammelsberg, Zweinitz
- Dekanat Hermagor/Šmohor
  - Egg/Brdo, Feistritz an der Gail/Ziljska Bistrica, Förolach, Göriach/Gorje, Hermagor, Mellweg/Melviče, Mitschig, Rattendorf, Saak, St. Georgen im Gailtal, St. Lorenzen im Gitschtal, St. Paul an der Gail, St. Stefan an der Gail, Tröpolach, Vorderberg, Weißbriach
- Dekanat Klagenfurt-Stadt
  - Ebenthal ”Mariahilf”, Klagenfurt-Annabichl, Klagenfurt-Dom, Klagenfurt-Don Bosco, Klagenfurt-St. Egid, Klagenfurt-St. Hemma, Klagenfurt-St. Jakob a.d.Straße, Klagenfurt-St. Josef-Siebenhügel, Klagenfurt-St. Lorenzen, Klagenfurt-St. Martin, Klagenfurt-St. Modestus, Klagenfurt-St. Peter, Klagenfurt-St. Ruprecht, Klagenfurt-St. Theresia, Klagenfurt-Welzenegg, St. Georgen am Sandhof, Viktring-Stein, Wölfnitz, Pastoralzentrum für Slowenen in Klagenfurt/Župnija Sv. Cirila in Metoda[1]
- Dekanat Klagenfurt-Land/Celovec-dežela
  - Hörzendorf, Karnburg, Keutschach/Hodiše, Krumpendorf, Maria Saal, Maria Wörth, Moosburg, Pörtschach am Ullrichsberg, Pörtschach am Wörthersee, Projern, Schiefling am See/Škofiče, St. Martin am Ponfeld, St. Martin am Techelsberg, St. Michael am Zollfeld, Tigring
- Dekanat Kötschach
  - Grafendorf im Gailtal, Kirchbach, Kornat, Kötschach, Liesing, Maria Luggau, Mauthen, Reisach, St. Daniel im Gailtal, St. Jakob im Lesachtal, St. Lorenzen im Lesachtal, Waidegg, Würmlach
- Dekanat Krappfeld
  - Althofen, Eberstein, Guttaring, Hohenfeistritz, Hüttenberg, Kappel am Krappfeld, Kirchberg, Klein St. Paul, Lölling, Maria Weitschach, Silberegg, St. Johann am Pressen, St. Martin am Krappfeld, St. Martin am Silberberg, St. Oswald ob Hornburg, St. Stefan am Krappfeld, St. Walburgen, Wieting
- Dekanat Obervellach
  - Flattach, Heiligenblut, Kolbnitz, Mallnitz, Mörtsch, Mühldorf, Obervellach, Penk, Rangersdorf, Sagritz, Stall, Teuchl, Winklern
- Dekanat Rosegg/Rožek
  - Augsdorf - Loga vas, Damtschach/Domačale, Gottestal/Skočidol, Köstenberg/Kostanje, Kranzlhofen/Dvor, Lind ob Velden/Lipa ob Vrbi, Maria Elend/Podgorje, Petschnitzen/Pečnica, Rosegg - Rožek, St. Egyden an der Drau/Št. Ilj ob Dravi, St. Jakob im Rosental/Št. Jakob v Rožu, St. Niklas a. d. Drau/Šmiklavž ob Dravi, Sternberg/Strmec, Velden am Wörther See
- Dekanat St. Andrä
  - Ettendorf, Lamm, Lavamünd, Maria Rojach, Pölling, Pustritz, St. Andrä im Lavanttal, St. Georgen im Lavanttal, St. Lorenzen am Lorenzenberg, St. Martin im Granitztal, St. Paul im Lavanttal, St. Ulrich an der Goding, Wölfnitz/Saualpe
- Dekanat St. Veit an der Glan
  - Brückl, Glantschach, Gradenegg, Hl. Dreifaltigkeit/Gray, Kraig, Launsdorf und St. Sebastian, Liemberg, Maria Pulst, Meiselding, Obermühlbach, Sörg, St. Donat, St. Georgen am Längsee, St. Peter bei Taggenbrunn, St. Ulrich am Johannserberg, St. Veit an der Glan, Steinbichl, Zweikirchen
- Dekanat Spittal an der Drau
  - Amlach, Baldramsdorf, Feistritz an der Drau, Fresach, Kamering, Kellberberg, Kreuzen, Möllbrücke, molzbichl, Paternion, Pusarnitz, Rubland, Spittal an der Drau, St. Paul ob Ferndorf, St. Peter im Holz, Stockenboi, Weißenstein
- Dekanat Tainach/Tinje
  - Grafenstein, Gurnitz St. Martin, Mieger/Medgorje[2], Ottmanach, Poggersdorf/Pokrče, Radsberg/Radiše, Rottenstein/Podgrad, St. Filippen bei Reinegg, St. Michael über Pischeldorf, St. Peter bei Grafenstein, St. Thomas am Zeiselberg, Tainach/Tinje, Timenitz
- Dekanat Villach-Land/Beljak-dežela
  - Afritz, Arnoldstein, Arriach, Bad Bleiberg, Fürnitz/Brnca, Heiligengeist bei Villach, Innerteuchen, Kreuth bei Bad Bleiberg, Latschach/Loče, Maria Gail, Sattendorf, St. Leonhard bei Siebenbrünn/Št. Leonart pri sedmih studencih, St. Stefan-Finkenstein/Šteben/Bekštanj, Thörl-Maglern, Treffen
- Dekanat Villach-Stadt
  - Maria Landskron, Villach-Heiligenkreuz, Villach-Hl. Dreifaltigkeit, Villach-St. Jakob, Villach-St. Josef, Villach-St. Leonhard, Villach-St. Martin, Villach-St. Nikolai
- Dekanat Völkermarkt/Velikovec
  - Diex, Gorentschach/Gorenče, Grafenbach/Kneža, Greutschach/Krčanje, Haimburg/Vovbre, Markt Griffen, Ruden/Ruda, St. Georgen am Weinberg, St. Margarethen ob Töllerberg, St. Peter am Wallersberg/Št. Peter na Vašinjah, St. Ruprecht bei Völkermarkt/Št. Rupert pri Velikovcu, St. Stefan bei Niedertrixen, Stift Griffen, Völkermarkt
- Dekanat Wolfsberg
  - Forst, Kamp, Prebl, Preitenegg, Reichenfels, St. Gertraud im Lavanttal, St. Leonhard im Lavanttal, St. Marein, St. Margarethen bei Wolfsberg, St. Michael bei Wolfsberg, St. Peter bei Reichenfels, St. Stefan im Lavanttal, Schiefling im Lavanttal, Theißenegg, Wolfsberg